# Thanatus miniaceus
Thanatus miniaceus es una especie de araña cangrejo del género Thanatus, familia Philodromidae. Fue descrita científicamente por Simon en 1880.

## Distribución
Esta especie se encuentra en Mongolia, China, Taiwán, Corea y Japón.